# Jan Žák (probošt)
Jan Žák (kolem 2. poloviny 15. století – 30. dubna 1534) byl 37. proboštem litoměřické kapituly v letech 1508–1534.

## Rodinný původ
Jan Žák pocházel z Litoměřic z poměrně bohaté měšťanské rodiny. Jeho otec Petr Žák, který byl původně umírněný utrakvista, přestoupil ke katolicismu a roku 1483 věnoval se svou manželkou Dorotou veškerý svůj majetek i majetek syna Jana litoměřické kapitule. Měl celkem čtyři syny – Jiřího, Prokopa, Josefa a zmíněného nejmladšího Jana.

## Studium
Jan Žák se rozhodl pro studium. Vzhledem k utraktivistickému původu se rozhodl studovat – pravděpodobně v Lipsku – filozofii a teologii. Dosáhl doktorského titulu a navázal a udržoval styky s významnými soudobými teology. Žák patřil k vedoucím polemikům katolické strany. Mezi jeho přátele patřil například i proslulý teolog Jeroným Emser, který byl sekretářem vévody Jiřího Saského řečeného Vousatý, což dokládá zachovaná korespondence. Zpočátku měl styky i s Lutherem, jehož oponentem se stal při disputaci v Lipsku roku 1519. Disputace se mimo jiné zúčastnil také český utrakvista a pražský varhaník Jakub, který s Lutherem měl zvláštní samostatnou polemiku. Luther tehdy požádal, aby se mohl seznámit se spisy Mistra Jana Husa. J. Emser napsal proto 16. července 1519 faráři týnského kostela v Praze Janu Poduškovi, který mu spolu s magistrem Václavem Rožďalovským zaslal traktát, který Luthera utvrdil v cestě k reformaci církve.

## Probošt litoměřické kapituly
Po návratu z Lipska do Litoměřic byl Žák roku 1483 jmenován kanovníkem litoměřické kapituly. Působil i v Ústí nad Labem v kostele jako oltářník svatováclavského oltáře, který dal zhotovit litoměřický měšťan Zikmund Pešek. Po odchodu litoměřického kapitulního děkana Augustina, původem z Olomouce, nastoupil Žák na jeho místo (1490–1508) a již předtím byl od roku 1485 kanovníkem pražským. Od roku 1508 byl Žák jmenován litoměřickým proboštem. Nejvýznamnější ale bylo, že byl Žák spolu s Arnoštem ze Šlejnic v letech 1511–1525 administrátorem horní „katolické“ konzistoře v Praze. Na pražském arcibiskupství se stal pak roku 1531 kanovníkem seniorem.
Jeho hlavní snahou bylo dokončení novostavby svatoštěpánského chrámu, který byl již v polovině 15. století ve velmi špatném stavebním stavu. Jak již bylo uvedeno, stavbu zahájil probošt Benedikt z Valdštejna, ale pro nedostatek financí postupovaly práce velmi pomalu a navíc ne dokončená novostavba vyhořela. Muselo se proto začít znovu; stavby se ujal probošt Žák. Bohužel se nedochovaly prameny, které by práce a stavbu dokumentovaly.
Stejně energicky jako při stavbě chrámu postupoval Žák i v úsilí získat zpět ztracené statky a práva. Jeho prvním úspěchem bylo, když spolu s Mikulášem z Kopist získali zpět po předložení dokladů ztracené Řepčice. Jako kapitulní děkan koupil Žák roku 1508 od Václava Nydrocha z Keblic za 250 pražských grošů obce Zubrnice, Týnec a Leštinu a zcela zničený Načetín. Jako probošt požádal roku 1514 krále, aby mohl za 1000 kop grošů koupit pro proboštství další obce. Od Zdeňka Lva z Rožmitálu byly koupeny Těchobuzice, které v minulosti patřily rovněž kapitule. Kateřina Šimečková z Cejnova, vdova po Vojtěchu z Nedvídkova, se ve své závěti ze 7. prosince 1515 rozhodla odkázat kolegiátnímu kostelu obce Orasice se všemi právy. U kostela sv. Mikuláše v Orasicích mělo být zřízeno kaplanství a u oltáře sv. Anny se měly konat čtyři mše s vigiliemi, při nichž bylo obdarováno 12 chudých. „Scholárové“ měli denně zpívat žalmy, každý pátek odpoledne se mělo zvonit zvonem atd. Uvedená cejnoviánská nadace měla pro proboštství velký význam. Podle listiny užíval probošt Žák „sám ke své osobě až do své smrti“ celou obec Orasice. Zpět byly získány i Zahořany.
V době působení Jana Žáka v Litoměřicích byla od krále získána listina, která obsahovala všechny listiny dřívější, týkající se přímo kolegiátní kapituly. Tyto listiny z let 1057, 1218, 1241, 1252, 1373, 1465, 1506 se všemi právy a privilegii byly opět znovu zcela potvrzeny. Král dal kapitule slavnostní slib, že pokud by byly v budoucnosti obce a jejich obyvatelé a majetek zastaveny a zapsán, bude vše neplatné. Ještě v roce 1530 vydal nový král Ferdinand I. proboštu Žákovi obdobné potvrzení.
Žák věnoval rovněž velkou pozornost zakládání církevních nadací. Například založil nadaci pro kolegiátní kostel (60 kop míšeňských grošů) pro „svaté patrony české“, aby jim byly slouženy mše svaté. Z nadací probošta uveďme ještě alespoň nadaci (14. února 1548) zapsanou v závěti Jana Žáka ve výši 1000 kop míšeňských grošů, za něž měl být v pražské katedrále vytvořen oltář sv. Mikuláše a sv. Ludmily v kapli Tří králů na pravé straně katedrály. Žák dal ještě jako děkan postavit u chrámu sv. Štěpána novou krásnou rezidenci, kde sám bydlel zprvu jako děkan a pak jako probošt. K údržbě této rezidence odkázal v závěti 150 kop grošů.

## Nepokoje v Litoměřicích
Přesto nebo možná i proto, že byl Žák litoměřickým rodákem, rostly spory s městskou radou, které zapříčinila vedoucí osobnost v Litoměřicích Václav z Řepnice. Tyto spory, které se zostřovaly, vznikly již kolem roku 1510. Týkaly se opět především práv, majetku a poddaných ve městě i okolí. V tzv. Novém Městě u kostela sv. Václava mělo proboštství vlastní krčmu, o níž se rozhořel ostrý spor. Další spor se týkal vinných hroznů, které sklízeli měšťané, i když dříve patřily k proboštství nebo kapitule. Tyto jednotlivé spory jsou podrobně zapsány v dochovaných listinách. Město bylo tehdy převážně utrakvistické a spory s katolíky rostly. Dokazuje to již usnesení městské rady roku 1516, že žádná římskokatolická osoba nebo osoba národnosti německé nesmí být přijata do města nebo do cechu. Také měšťané museli do čtyř týdnů vyprodat majetek nebo změnit náboženství a národnost, neboť v budoucnu nesměl být přijat do města vůbec žádný Němec nebo „Říman“.
Dne 27. března 1516 byl probošt Žák povolán na městskou radnici, kde se měly projednávat spory. Do čela města se postavil sám rytíř Václav Řepnický z Řepnice, který se v předcházejícím období boje mezi stavy připojil ke stavu městskému. Řepnický při jednání vznesl řadu ostrých výčitek a probošta Žáka dokonce obvinil, že finančně podporuje nepřátele města. Probošt byl tímto postupem překvapen, protože doufal, že spory bude řešit rozhodčí soudu. Jako rozhodčí soudu se – ovšem bezúspěšně – nabídl městský děkan Mgr. Matěj Korambus. Obě sporné strany se nakonec obrátily k zemským úřadům a rozhodčím. Krátce poté přepadl zfanatizovaný dav proboštství, kde se ve sklepě zmocnil dvou sudů vína. Probošt Žák byl naštěstí včas informován a utekl do blízkých Doksan. Probošt kláštera Jan Puchauer mu však nabídl jen dočasný azyl. Po tomto činu se domluvili katoličtí duchovní, do jejichž čela se postavil městský děkan z Budyně, a přimluvili se v Litoměřicích za probošta Žáka. Dokazovali, že byl Žák falešně obviněn. Probošt měl dostat zpět svůj dům a mělo se zamezit i veřejným urážkám. To však radikální odpůrci odmítli a teprve později se mohl Žák vrátit do litoměřické rezidence.
Opět byl však obviněn, tentokrát že se špatně stará o proboštské statky, privilegia, a nehájí tedy církevní zájmy, čímž prý církev poškozuje. Že šlo o vskutku lživé obvinění, dokládají dobové dokumenty, potvrzující jeho starost a péči o církevní majetek. Žaloba byla zaslána králi, který 8. listopadu 1519 nařídil, aby Žák předložil podrobné vyúčtování k vráceným statkům, privilegiím atd. Žák byl viněn i z obohacování se kalichy, ornáty a finančními příjmy, které patřily proboštství, neboť nepůjčoval členům kapituly žádný předmět či obleky; celkový soupis měl být ve dvou verzích vyhodnocen – pro litoměřickou a pro pražskou dómskou kapitulu. Nakonec se prokázala Žákova nevina.

## Význam osobnosti
O Žákově pozdější činnosti přímo v Litoměřicích se, bohužel, nedochovaly další doklady. Je známo pouze, že zemřel 30. dubna 1534.
V dějinách celonárodních zaujal trvalé místo jako administrátor stále ještě uprázdněného arcibiskupství. O jeho kultivovanosti svědčí na svou dobu bohatá knihovna o 180 svazcích, v níž jsou zastoupeny všechny tehdy známé vědní obory.